# Propontocypris subreniformis
Propontocypris subreniformis is een mosselkreeftjessoort uit de familie van de Pontocyprididae. De wetenschappelijke naam van de soort werd in 1880 als Pontocypris subreniformis gepubliceerd door George Stewardson Brady.